# Alter jüdischer Friedhof Rödelheim

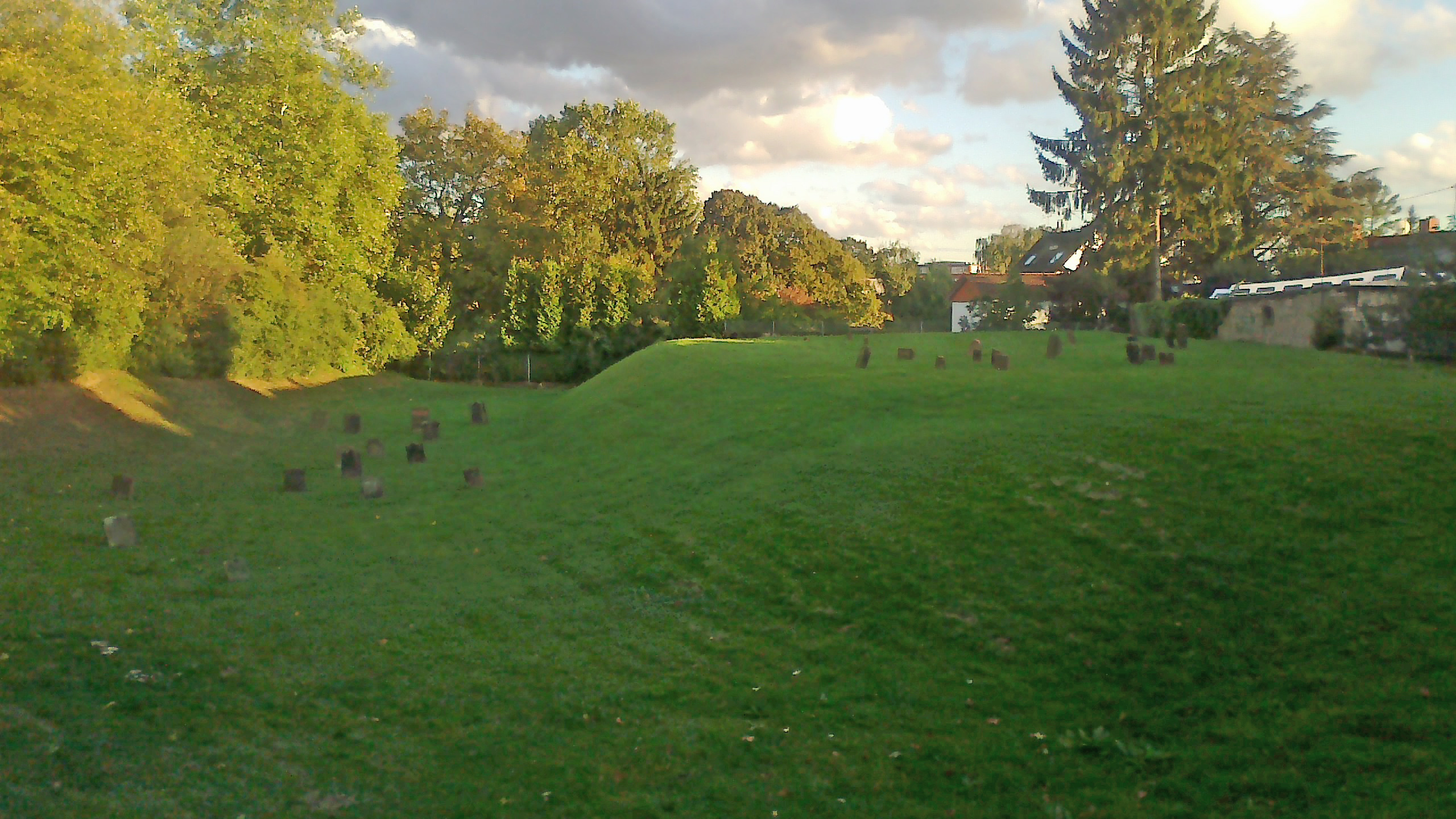
Ansicht des jüdischen Friedhofs am 1820 abgetragenen Seedamm

Der Alte Jüdische Friedhof Rödelheim ist ein Jüdischer Friedhof in Frankfurt am Main. Trotz Schändungen, Entweihungen und Zerstörungen in der Zeit des Nationalsozialismus sind dort noch etwa 20 Grabsteine erhalten. Der Friedhof war von 1740 bis ins 19. Jahrhundert benutzt und heute ist die Fläche als Grünanlage gestaltet.
Im Mittelalter befand sich dort der Rödelheimer Galgen, der auf den Resten eines Erdwalls stand, der den Westerbach damals mit einer Länge von etwa 900 Metern auf eine Breite von fast 25 Metern aufstaute.
Ein Grabstein am Eingang erinnert an Wolf Heidenheim (1757–1832), welcher dort beerdigt wurde und in Rödelheim eine Buchdruckerei betrieb.
Dieser älteste jüdischer Friedhof in Frankfurt-Rödelheim befindet sich zwischen der Wolf-Heidenheim-Straße, dem Zentmarkweg und der Straße Am Seedamm. Er ist heutzutage geschlossen und hat eine Größe von 2.724 m².